# La Rivière-Saint-Sauveur
Pour les articles homonymes, voir La Rivière.
La Rivière-Saint-Sauveur est une commune française située dans le département du Calvados en région Normandie, peuplée de 2 535 habitants.

## Géographie

### Localisation
La commune est située au nord-est du Calvados, à l'embouchure de la rivière l'Orange, dans la baie de Saint-Sauveur.
Le viaduc de la Rivière-Saint-Sauveur de l'autoroute A29 se situe sur la commune.

### Hydrographie
La commune est située dans le bassin Seine-Normandie. Elle est drainée par le canal de Retour d'Eau, la Morelle et l'Orange,,.
Le canal de Retour d'eau, d'une longueur de 10 km, prend sa source dans la commune de Berville-sur-Mer et se jette  dans la Seine à Honfleur, après avoir traversé cinq communes. 
La Morelle, d'une longueur de 18 km, prend sa source dans la commune de Beuzeville et se jette  dans la Seine à Honfleur, après avoir traversé huit communes. 

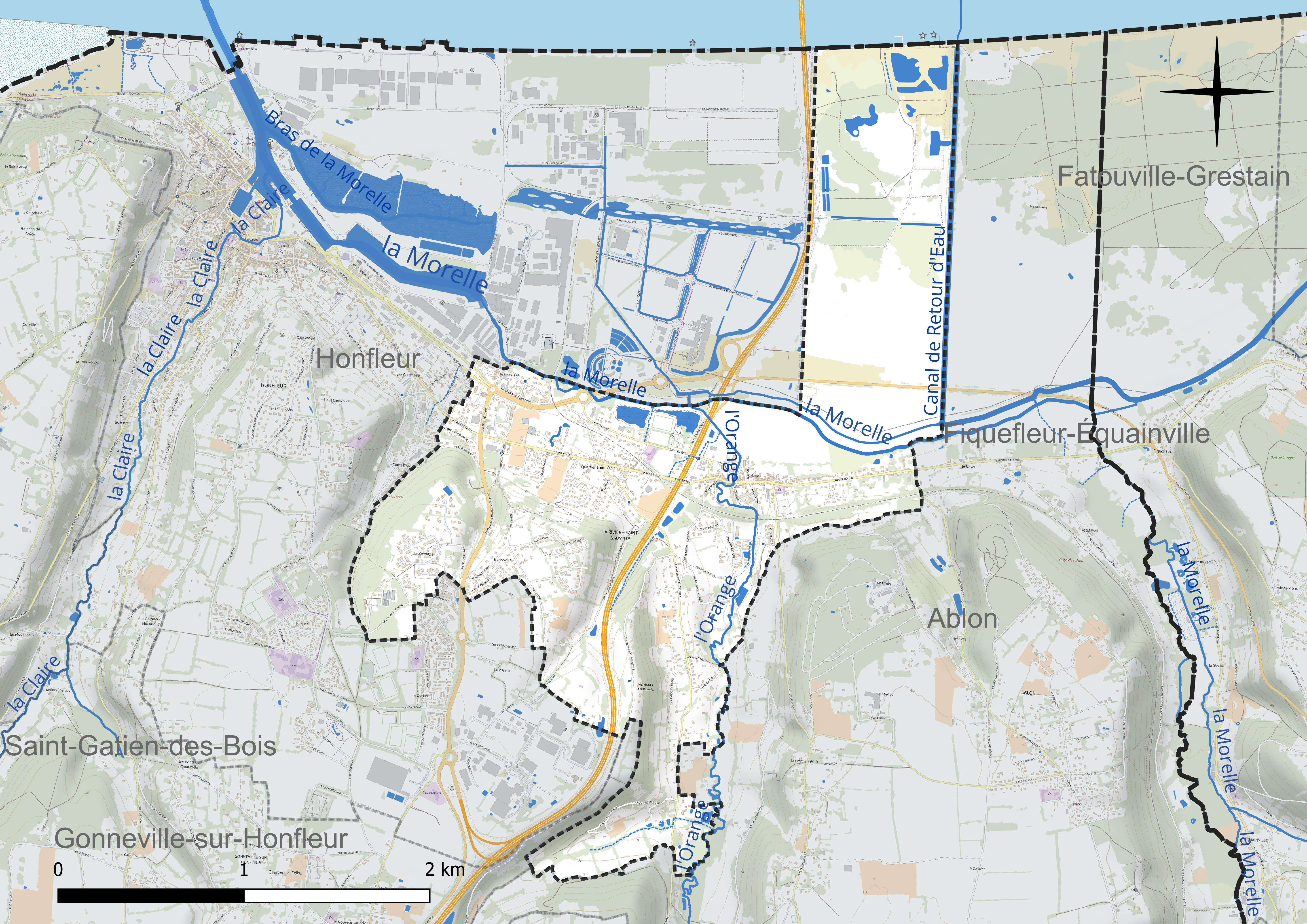
Réseau hydrographique de la La Rivière-Saint-Sauveur.

### Climat
Pour des articles plus généraux, voir Climat de la Normandie et Climat du Calvados.
En 2010, le climat de la commune est de type climat océanique franc, selon une étude du CNRS s'appuyant sur une série de données couvrant la période 1971-2000. En 2020, Météo-France publie une typologie des climats de la France métropolitaine dans laquelle la commune est exposée à un climat océanique et est dans la région climatique Côtes de la Manche orientale, caractérisée par un faible ensoleillement (1 550 h/an) ; forte humidité de l'air (plus de 20 h/jour avec humidité relative > 80 % en hiver), vents forts fréquents. Parallèlement le GIEC normand, un groupe régional d'experts sur le climat, différencie quant à lui, dans une étude de 2020, trois grands types de climats pour la région Normandie, nuancés à une échelle plus fine par les facteurs géographiques locaux. La commune est, selon ce zonage, exposée à un « climat contrasté des collines », correspondant au Pays d'Auge, Lieuvin et Roumois, moins directement soumis aux flux océaniques et connaissant toutefois des précipitations assez marquées en raison des reliefs collinaires qui favorisent leur formation.
Pour la période 1971-2000, la température annuelle moyenne est de 10,9 °C, avec  une amplitude thermique annuelle de 12,6 °C. Le cumul annuel moyen de précipitations est de 869 mm, avec 12,7 jours de précipitations en janvier et 8,5 jours en juillet. Pour la période 1991-2020, la température moyenne annuelle observée sur la station météorologique la plus proche, située sur la commune de Saint-Gatien-des-Bois à 9 km à vol d'oiseau, est de 11,0 °C et le cumul annuel moyen de précipitations est de 920,4 mm,. Pour l'avenir, les paramètres climatiques de la commune estimés pour 2050 selon différents scénarios d'émission de gaz à effet de serre sont consultables sur un site dédié publié par Météo-France en novembre 2022.

## Urbanisme

### Typologie
Au 1er janvier 2024, La Rivière-Saint-Sauveur est catégorisée petite ville, selon la nouvelle grille communale de densité à 7 niveaux définie par l'Insee en 2022.
Elle appartient à l'unité urbaine de Honfleur, une agglomération inter-départementale dont elle est une commune de la banlieue,. Par ailleurs la commune fait partie de l'aire d'attraction de Honfleur, dont elle est une commune du pôle principal,. Cette aire, qui regroupe 11 communes, est catégorisée dans les aires de moins de 50 000 habitants,.
La commune, bordée par la baie de Seine, est également une commune littorale au sens de la loi du 3 janvier 1986, dite loi littoral. Des dispositions spécifiques d'urbanisme s'y appliquent dès lors afin de préserver les espaces naturels, les sites, les paysages et l'équilibre écologique du littoral, tel le principe d'inconstructibilité, en dehors des espaces urbanisés, sur la bande littorale des 100 mètres, ou plus si le plan local d'urbanisme le prévoit.

### Occupation des sols
L'occupation des sols de la commune, telle qu'elle ressort de la base de données européenne d'occupation biophysique des sols Corine Land Cover (CLC), est marquée par l'importance des territoires agricoles (47,5 % en 2018), en diminution par rapport à 1990 (69,1 %). La répartition détaillée en 2018 est la suivante : 
prairies (47,5 %), zones urbanisées (34,4 %), forêts (17,3 %), zones industrielles ou commerciales et réseaux de communication (0,7 %), eaux maritimes (0,1 %). L'évolution de l'occupation des sols de la commune et de ses infrastructures peut être observée sur les différentes représentations cartographiques du territoire : la carte de Cassini (XVIIIe siècle), la carte d'état-major (1820-1866) et les cartes ou photos aériennes de l'IGN pour la période actuelle (1950 à aujourd'hui).

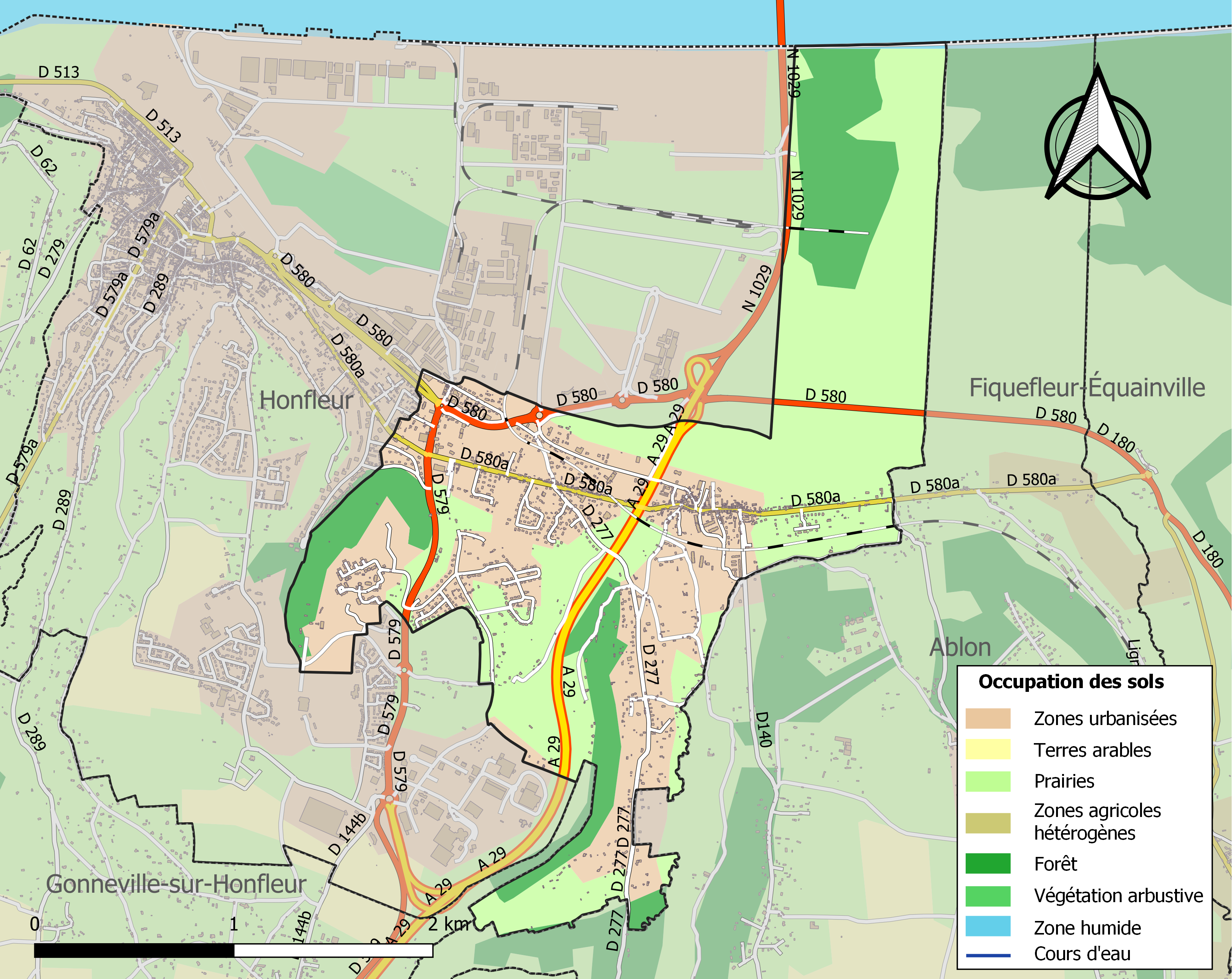
Carte des infrastructures et de l'occupation des sols de la commune en 2018 (CLC).

## Toponymie
Le nom de la localité est attesté sous la forme Riparia, Ripparia, Ripperia en 1198 (magni rotuli, p. 118, 173) ; Riparia super Rislam en 1270 (cartulaire normand n° 1220, p. 338) ; La Rivière en 1789 ; Le Hameau de la Rivière en 1793 ; La Rivière-le-Theil en 1801 ; La Rivière-Saint-Sauveur en 1831.
La rivière est l'Orange qui se jette dans la baie de la Seine, au village de Saint-Sauveur[réf. nécessaire].

## Histoire
La Rivière-Saint-Sauveur est la plus récente de la communauté de communes du Pays de Honfleur, Beuzeville.
Elle est née de la volonté manifestée au début de la Révolution française par les habitants du hameau de la Rivière de former une commune libre. En 1831, au terme d'une période placée sous le sceau du provisoire, est constituée par ordonnance de Louis Philippe Ier la commune de la Rivière-Saint-Sauveur, réunissant le territoire de la Rivière (amputé du quartier de la Levrette), et une partie des territoires des anciennes paroisses de Crémanville et d'Ableville, précédemment attribués à la commune d'Ablon (quartier de la chapelle Saint-Sauveur des Vases, basse vallée de l'Orange).
Au cours des années qui suivent sa fondation sont construits les édifices qui matérialisent l'accession des anciens hameaux situés de part et d'autre du port sur l'Orange, en chef lieu de commune: la mairie et l'école, tous deux à côté de la chapelle Saint-Sauveur qui est agrandie pour devenir l'église paroissiale.
Les espaces formant le territoire de la commune étaient consacrés à l'agriculture et à l'activité maritime.
L'activité maritime remonte au Moyen Âge, grâce à l'aménagement à l'embouchure de l'Orange, dans la baie de Saint-Sauveur, sur la rive gauche de l'estuaire de la Seine, du port d'échouage de Crémanfleur. Il était situé immédiatement en aval du pont qui franchit ce cours d'eau. La route qui emprunte le pont était alors une voie de communication importante reliant Rouen à Caen par le littoral; elle longeait depuis le port de Berville jusqu'à Honfleur la rive gauche de l'estuaire de la Seine, en passant par l'abbaye de Grestain sous la juridiction de laquelle était placé le port.
L'activité portuaire, jamais considérable, s'est de plus en plus réduite au fil du temps. Elle a perduré jusqu'au milieu du XIXe siècle. L'un des trafics les plus importants concernait le cidre.
L'activité agricole présentait une spécificité: elle portait sur l'élevage du gros bétail pour le lait et la viande d'une part, et l'arboriculture d'autre part. L'élevage était pratiqué dans la vallée de l'Orange tandis que l'arboriculture se déployait sur le bas du versant du rebord du plateau. Ces deux activités se sont poursuivies jusqu'aux années 1970 mais en déclinant rapidement après la Seconde Guerre mondiale. Une activité de négoce y était rattachée qui avait son siège dans le bourg.
La construction d'une ligne ferroviaire reliant Honfleur à Lisieux, puis à Pont-Audemer, va modifier profondément les données de l'économie communale dans la deuxième moitié du XIXe siècle.
De nombreuses entreprises industrielles s'implantèrent, regroupées dans le quartier du Poudreux, près du port de Honfleur et le long de l'itinéraire de la voie ferrée qui prend en écharpe le bourg. La plus importante, l'entreprise Nobel, s'installa au sud du bourg qu'elle contribua à développer, dans la vallée de l'Orange. Elle s'étendait à son apogée sur 12 ha. Travaillant la pâte de cellulose, elle alimentait la dynamiterie d'Ablon en matière première et développait ses propres fabrications de celluloïd.
L'âge industriel de La Rivière-Saint-Sauveur dure peu : dès 1900, Honfleur parvint à récupérer les espaces industriels situés au Poudreux (et notamment l'importante usine de bois Ullern) ; le dernier établissement, celui de la Nobel, aux effectifs de plus en plus réduits depuis la Seconde Guerre mondiale, ferma ses portes au début des années 1980. Malgré sa brièveté, cette phase de l'histoire a profondément imprimé sa marque sur la commune, tant au niveau des paysages que de l'esprit de ses habitants.
La commune de la Rivière-Saint-Sauveur, après avoir connu une période de difficultés liées à la disparition de son tissu industriel et agricole et aux restructurations des infrastructures routières commandant l'accès à l'agglomération honfleuraise, a développé de nombreux projets pour devenir une commune résidentielle agréable et vivante.

## Politique et administration
| Période                                  | Période              | Identité                    | Étiquette | Qualité                                     |
| ---------------------------------------- | -------------------- | --------------------------- | --------- | ------------------------------------------- |
| Les données manquantes sont à compléter. |                      |                             |           |                                             |
|                                          |                      | Albert Lemaître (1863-1921) |           | Exportateur                                 |
| Les données manquantes sont à compléter. |                      |                             |           |                                             |
| 1949                                     | 1955 (décès)         | Georges Rihouey             |           |                                             |
| septembre 1955                           | mars 1965            | Elie Nouvelot               |           |                                             |
| mars 1965                                | mars 1971            | Henri Leclerc               |           | Agent de maîtrise                           |
| mars 1971                                | juillet 1986 (décès) | Ange Escolar (1928-1986)    |           | Chef du personnel des usines Nobel-Bozel    |
| 1986                                     | juillet 2020         | Michel-Olivier Mathieu      |           | Chirurgien-dentiste, ancien premier adjoint |
| juillet 2020                             | En cours             | Didier Depirou              | SE        | Menuisier-charpentier                       |

## Démographie
L'évolution du nombre d'habitants est connue à travers les recensements de la population effectués dans la commune depuis 1793. Pour les communes de moins de 10 000 habitants, une enquête de recensement portant sur toute la population est réalisée tous les cinq ans, les populations de référence des années intermédiaires étant quant à elles estimées par interpolation ou extrapolation. Pour la commune, le premier recensement exhaustif entrant dans le cadre du nouveau dispositif a été réalisé en 2005.
En 2022, la commune comptait 2 535 habitants, en évolution de +0,8 % par rapport à 2016 (Calvados : +1,58 %, France hors Mayotte : +2,11 %).
| 1793 | 1800 | 1806 | 1821 | 1831 | 1836 | 1841  | 1846  | 1851  |
| ---- | ---- | ---- | ---- | ---- | ---- | ----- | ----- | ----- |
| 853  | 595  | 838  | 792  | 684  | 988  | 1 015 | 1 028 | 1 060 |

| 1856  | 1861  | 1866  | 1872  | 1876  | 1881  | 1886  | 1891  | 1896  |
| ----- | ----- | ----- | ----- | ----- | ----- | ----- | ----- | ----- |
| 1 080 | 1 125 | 1 121 | 1 059 | 1 150 | 1 144 | 1 220 | 1 354 | 1 513 |

| 1901  | 1906  | 1911  | 1921  | 1926  | 1931  | 1936  | 1946  | 1954  |
| ----- | ----- | ----- | ----- | ----- | ----- | ----- | ----- | ----- |
| 1 530 | 1 534 | 1 526 | 1 320 | 1 327 | 1 262 | 1 297 | 1 308 | 1 390 |

| 1962  | 1968  | 1975  | 1982  | 1990  | 1999  | 2005  | 2006  | 2010  |
| ----- | ----- | ----- | ----- | ----- | ----- | ----- | ----- | ----- |
| 1 307 | 1 363 | 1 395 | 1 515 | 1 584 | 1 578 | 1 685 | 1 719 | 1 951 |

| 2015  | 2020  | 2022  | - | - | - | - | - | - |
| ----- | ----- | ----- | - | - | - | - | - | - |
| 2 440 | 2 551 | 2 535 | - | - | - | - | - | - |

## Culture locale et patrimoine

### Lieux et monuments
- Gare de La Rivière-Saint-Sauveur (ouverte en 1896, actuellement fermée mais toujours existante)

### Personnalités liées à la commune
- Le sociologue Pierre Guillaume Frédéric Le Play est né dans cette commune le 11 avril 1806. Il est l'auteur de nombreux ouvrages dont le plus célèbre est son enquête sur Les ouvriers européens et les ouvriers des deux mondes (1855).
- Adolphe Binet (1854-1897), peintre.

### Héraldique
| Armes de La Rivière-Saint-Sauveur | Les armes de la commune se blasonnent ainsi : Écartelé : au 1er et 4e de sinople plain, au 2e de gueules aux deux léopards d'or armés et lampassés d'or passant l'un sur l'autre, au 3e de gueules au pont alésé en dos d'âne de trois arches d'argent maçonné de sable. Les deux léopards d'or sur champ de gueules rappellent les armes de la Normandie. |